# George Ciucu

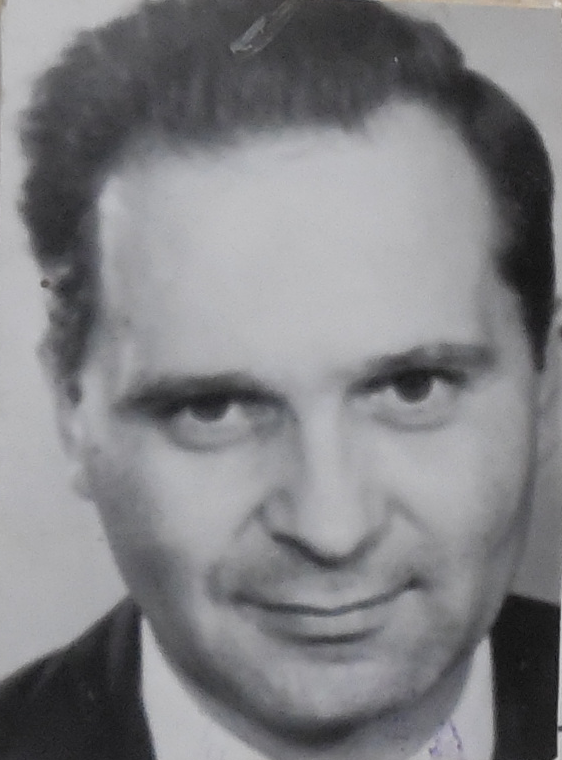
George Ciucu

George Ciucu (* 12. Juni 1927 in Cristian, Kreis Brașov; † 15. Februar 1990 in Bukarest) war ein rumänischer Mathematiker, Hochschullehrer, Politiker der Rumänischen Kommunistischen Partei PCR (Partidul Comunist Român) und Diplomat, der unter anderem zwischen 1972 und 1981 Rektor der Universität Bukarest sowie von 1974 bis 1990 Generalsekretär der Rumänischen Akademie war.

## Leben

### Hochschullehrer, Generalsekretär der Rumänischen Akademie und ZK-Mitglied
George Ciucu absolvierte nach dem Schulbesuch ein Studium der Mathematik und trat während des Studiums als Mitglied der Sozialdemokratischen Partei PSD (Partitul Social Democrat) bei, die 1948 mit der Kommunistischen Partei Rumäniens PCdR (Partidul Comunist din Romania) zur Rumänischen Arbeiterpartei PMR (Partidul Muncitoresc Roman) zwangsvereinigt wurde. Nach Abschluss des Studiums wurde er 1950 Wissenschaftlicher Assistent sowie später Lektor an der Mathematischen Fakultät der Universität Bukarest. Nachdem er 1957 ein Doktorat der Mathematischen Wissenschaften erworben hatte, wurde er Assoziierter Professor und übernahm 1966 eine Professur an der Mathematischen Fakultät der Universität Bukarest. 1970 wurde er zunächst Prorektor sowie 1972 als Nachfolger des Professors für germanische Sprachen und Literatur Jean Livescu Rektor der Universität Bukarest. Das Amt des Rektors hatte er bis 1981 inne und wurde daraufhin vom Physiker Ioan-Iovitz Popescu abgelöst. Daneben war er zeitweilig Generaldirektor der Generaldirektion für Hochschulbildung sowie 1970 Berater des Ministers für Bildung und Unterricht im Range eines Generalsekretärs.
Am 1. März 1974 wurde Ciucu Korrespondierendes Mitglied der Rumänischen Akademie (Academia Română) und fungierte zwischen 1974 und seinem Tode 1990 Generalsekretär der Rumänischen Akademie. Des Weiteren wurde er am 9. März 1974 Mitglied des Nationalen Rates für Umweltschutz (Consiliul Național pentru Protecția mediului înconjurător). Auf dem Elften Parteitag der PCR (24. bis 27. November 1974) wurde er Kandidat des ZK und hatte diese Funktion bis zum Zwölften Parteitag der PCR (19. bis 23. November 1979) inne. Auf dem Zwölften Parteitag der PCR (19. bis 23. November 1979) wurde er zum Mitglied des ZK gewählt und gehörte diesem Gremium bis zum Dreizehnten Parteitag der PCR (19. bis 22. November 1984) an. Zugleich wurde er am 27. März 1980 Mitglied der ZK-Kommission für ideologische Angelegenheiten, für politisch-kulturelle Aktivitäten und sozialistische Bildung sowie am 2. April 1980 Mitglied des Nationalen Rates für Wissenschaft und Technologie. Er wurde am 9. Mai 1980 ferner Mitglied des Verwaltungsrates des Obersten Rates für Bildung und Unterricht.

### Vize-Minister und Botschafter
Des Weiteren fungierte George Ciucu zwischen dem 8. September 1981 und 1987 als Vorsitzender des Büros der Nationalen Kommission der UNESCO in der Sozialistischen Republik Rumänien. Daneben wurde er 1982 Sekretär des Nationalkomitees „Menschen für Wissenschaft und Frieden“, Kandidat des Büros des Stadtparteikomitees von Bukarest sowie Mitglied des Parteikomitees der Universität Bukarest. 1983 wurde er außerdem Mitglied des Parteikomitees des Bukarester Universitätszentrums. Er fungierte des Weiteren zwischen dem 23. Februar 1983 und dem 21. September 1985 als Vize-Minister für Bildung und Unterricht (Adjunct al Ministrului educației și învățământului). Er wurde auf dem Dreizehnten Parteitag der PCR (19. bis 22. November 1984) Mitglied der Zentralen Revisionskommission der PCR und war bis zum Vierzehnten Parteitag der PCR (20. bis 24. November 1989) Mitglied dieser Kommission.
Zuletzt wurde Ciucu am 25. September 1986 Außerordentlicher und Bevollmächtigter Botschafter in Luxemburg und war vom 22. November 1986 bis zum Zusammenbruch des Kommunismus im Zuge der Revolution am 22. Dezember 1989 auch Botschafter in Belgien. Für seine langjährigen Verdienste wurde er mehrfach ausgezeichnet und erhielt unter anderem den Stern der Sozialistischen Republik Rumänien Fünfter Klasse (Ordinul Steaua Republicii Socialiste România) sowie den Orden der Arbeit Dritter Klasse und Zweiter (Ordinul Muncii). Darüber hinaus erhielt er 1972 den Titel „Verdienter Professor der Sozialistischen Republik Rumänien“ sowie den 1981 den Orden „Wissenschaftliche Verdienste“ 1981.

## Veröffentlichungen
- Lanțuri cu legături complete cu densitate, 1954
- Legea numerelor mari pentru variabile aleatoare legate, 1955
- Proprietăți ergodice ale unor lanțuri cu legături complete, 1957
- Procese cu legături complete, în colaborare, 1960
- Unele proprietăți ale lanțurilor cu legături complete, 1960
- Unele aplicații ale statisticii matematice, 1961
- Statistica matematică și practica economică. Contribuția matematicienilor la rezolvarea unor probleme de economie, Mitautor, 1961
- Teoria probabilităților și statistică matematică, Mitautor, 1962
- Aplicarea matematicii în economie, 1962
- Elemente de teoria probabilităților și statistică matematică, 1963
- Teoria jocurilor, 1965
- Introducere în teoria așteptării, 1967
- Culegere de probleme de teoria probabilităților, 1967
- Teoria estimației și verificarea ipotezelor statistice, 1968
- Probleme de statistică matematică, 1968
- Introducere în teoria probabilităților și statistică matematică, 1971
- Modele matematice ale așteptării, 1973
- Inferență statistică, Editura didactică și pedagogică, 1974
- Probleme de teoria probabilităților, 1974
- Probabilități și procese stocastice, 2 Bände, 1978–1979;
- Elemente de teoria probabilităților, 1981